# Międzyzakładowy Komitet Strajkowy
Międzyzakładowy Komitet Strajkowy przekształcony z Miejskiego Komitetu Strajkowego 16 sierpnia 1980 pod przewodnictwem Lecha Wałęsy.
17 sierpnia 1980 w Stoczni Gdańskiej im. Lenina sformułował 21 postulatów MKS.

## Prezydium MKS
Przewodniczący

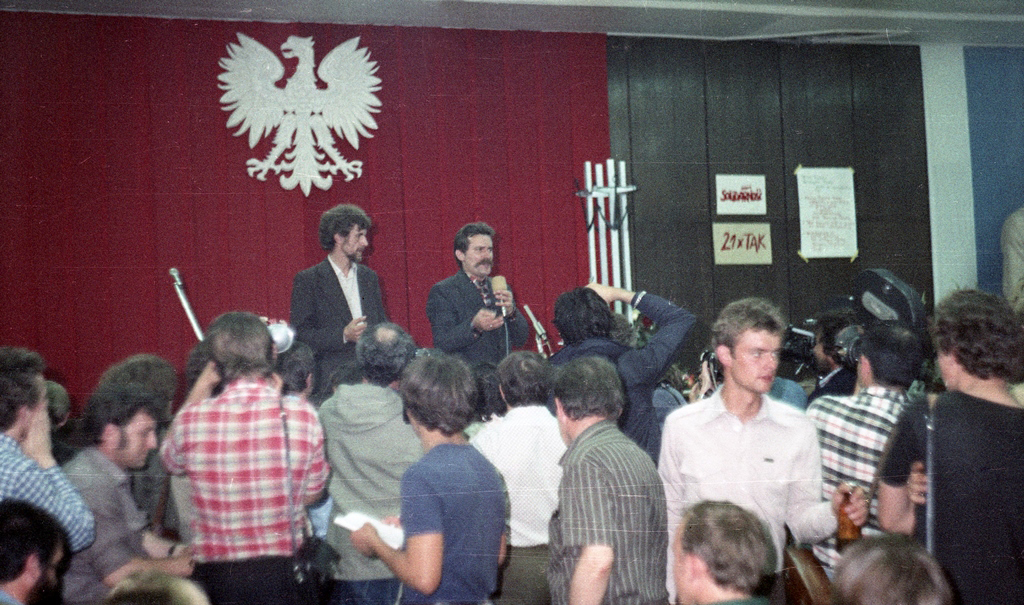
Obrady Międzyzakładowego Komitetu Strajkowego; przemawia Lech Wałęsa, obok stoi Bogdan Lis. Na stole prezydialnym widać wyeksponowaną makietę pomnika Poległych Stoczniowców, którego budowa była jednym z żądań strajkujących.

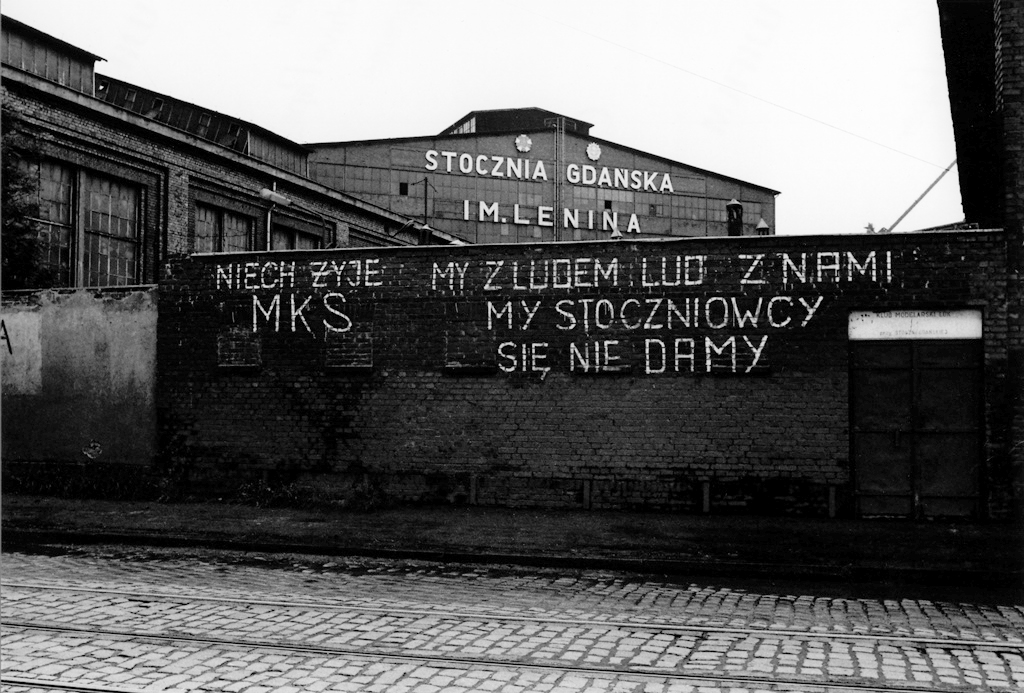
Mury Stoczni Gdańskiej im. Lenina z widocznymi hasłami strajkowymi: „Niech żyje MKS”, „My z ludem lud z nami / my stoczniowcy się nie damy”

- Lech Wałęsa – elektromonter (bezrobotny)

Wiceprzewodniczący
- Andrzej Kołodziej – spawacz (Stocznia im. Komuny Paryskiej w Gdyni)
- Bogdan Lis – pracownik fizyczny (Elmor)

Członkowie
- Lech Bądkowski – publicysta,
- Joanna Duda-Gwiazda – inżynier (CETO)
- Wojciech Gruszecki – nauczyciel akademicki (Politechnika Gdańska)
- Andrzej Gwiazda – inżynier (Elmor)
- Stefan Izdebski – doker (Port Gdynia)
- Lech Jendruszewski – monter (Stocznia im. Komuny Paryskiej w Gdyni)
- Jerzy Kmiecik – kadłubowiec (Stocznia Północna)
- Zdzisław Kobyliński – magazynier (PKS Gdańsk)
- Henryka Krzywonos – motornicza (WPK)
- Stefan Lewandowski – dźwigowy (Port Gdańsk)
- Józef Przybylski – ślusarz (Budimor)
- Jerzy Sikorski – monter (Stocznia Remontowa)
- Lech Sobieszek – ślusarz (Siarkopol)
- Tadeusz Stanny – technik (Rafineria Gdańska)
- Anna Walentynowicz – suwnicowa (Stocznia Gdańska im. Lenina)
- Florian Wiśniewski – elektryk (Elektromontaż)